# Tsutomu Ohshima
Tsutomu Ohshima (大 岛 劼 6 d'agost del 1930) és un dels principals mestres del karate shotokan i fundador de la Lliga Americana de Karate Shotokan (SKA). És el shihan de la SKA, i actualment ostenta el 5è dan dins del karate, és alumne directe del mestre Gichin Funakoshi.